# Kirran
Kirran (o Saki) és un riu del Panjab (Índia) als districtes de Gurdaspur i Amritsar, originat a les maresmes de Bahrampur a l'oest de Dinanagar; corre paral·lel al Ravi fins a passar Amritsar; després passa Ramdas i Ajnala i desaigua al Ravi a 31° 45′ N, 74° 37′ E / 31.750°N,74.617°E prop de Mirowal. Ebncara que mai s'arriba a assecar porta poca aigua fora del temps de pluges.